# Апостол Ераст
Апостол Ерастје био један од седамдесет Христових апостола. Апостол Павле га спомиње у својој Посланици Римљанима (Рим 16,23).
Био је благајник Цркве у Јерусалиму, а након тога епископ града Панеаде.
Православна црква га прославља 10. новембра по јулијанском календару.